# Hovdala naturreservat
Hovdala är ett naturreservat i Hässleholms kommun i Skåne län.
Området är naturskyddat sedan 2022 och är 320 hektar stort. Det ligger sydväst om Hässleholm söder om Finjasjön och består av ädellövsskogar och öppna betesmarker.